# Michael Gottlieb Agnethler
Michael Gottlieb Agnethler, magyarosan: Agnethler Mihály Gottlieb (Nagyszeben, 1719. június 10. – Helmstädt, 1752. január 15.) erdélyi szász pedagógus, orvosdoktor.

## Élete
Nemesi származású apja, Daniel Agnethler iskolaigazgató volt. Szülővárosában tanult, ahonnan 1742-ben a hallei egyetemre ment, hogy magát az egyházi pályára képezze; egyúttal ismereteket szerzett a régiség- és éremtanból is. Négy év múlva, gyakran változó egészségére tekintettel az orvosi tudományokra adta magát. 1750-ben a bölcselet tudora, a következő évnek február 1-jén pedig orvosdoktor lett. Ezután a természetvizsgálók császári akadémiája tagjának választotta, és Helmstädtbe meghívást nyert az ékesszólás, régészet és költészet tanszékére. Alig foglalta el a tanári székét, sorvadás véget vetett életének. Ő volt az Agnethler család utolsó férfi ivadéka.

## Munkái
- Bibliotheca b. Joh. Henr. Schulzii, cum praefatione Sigism. Jac. Baumgarten. (Halle, 1744.)
- Zwo kurze Nachrichten vom Schulzischen Münz-Kabinet. (Uo. 1746, 1750.)
- Numophylacium Schulzianum Parsprior. (Uo. 1746.)
- Nachricht von des seligen Herrn Prof. Schulzens deutscher Uebersetzung von Plutarchs Lebens-Beschreibungen berühmter Männer. (Uo. 1746.)
- Medicus romanus servus, sexaginta solidis aestimatum. (Uo. 1746.)
- Caroli Linnaei Systema Naturae. Editio altera. (Uo. 1747.)
- Car. Linnaei Fundamenta Botanica. (Uo. 1747).
- Car. Linnaei Bibliotheca Botanica. Fundamentorum botanicorum pars I. Editio nova. (Uo. 1747.)
- Car. Linnaei Classes Piantarum Fundamentorum botanicorum pars II. (Uo. 1747.)
- Martin Schmeitzels Erläuterung gold- und silberner Münzen von Siebenbürgen. (Uo. 1748.)
- Bibliotheca b. Martini Schmeitzelii. (Uo. 1748).
- Steph. Blancardi Lexicon Medicum. (Uo. 1748.)
- Laur. Joh. Nepom. Reen, M. D. plagii litterarii in reg. Fridericianae Parnasso graviter accusatus, convictus atque Hallensium Unsarum decreto condemnatus. (Uo. 1749.)
- Bescheibung des Schulzischen Münzkabinets. 4. Theile. (Uo. 1750–51.)
- Syrakusanische Könige und Tyrannen aus griechischen Münzen. (Uo. 1750).
- Schreiben an Herrn D. Baumgarten, in welchem der s. Prof. Schulze gegen ungegründete Anklagen des berühmten Kanzlers von Ludwig vertheidigt wird. (Uo. 1751.)
- Dissertatio solemnis de lauro. (Uo. 1751.)
- Commentatio de rarioribus thesauri Schulziani nummis. (Uo. 1751.)
- Index bibliothecae Res Hungariae, Transilvaniae, vicinarumque provinciarum illustrantis. (Uo. 1751.)
- Commentarius ad Arabicam inscriptionem pallio imperiali, pluviale dicto, ante sexcentos et undeviginti annos, filis aureis intextam. (Uo. 1751. – Trausch állítása szerint nyomtatásban nem jelent meg.)

Kéziratban maradt: Joh. Henr. Schulzii Isagoge in rem numismaticam.